# Two Colours
Two Colours — перший мініальбом уельського гурту Feeder, який вийшов 25 вересня 1995 року.

## Композиції
1. Chicken On a Bone – 3:28
2. Pictures of Pain - 3:40

## Учасники запису
- Грант Ніколас — гітара, вокал
- Така Хірозе — бас-гітара
- Джон Лі — ударні